# Энергетика Еврейской автономной области
Энергетика Еврейской автономной области — сектор экономики региона, обеспечивающий производство, транспортировку и сбыт электрической и тепловой энергии. Еврейская автономная область является одним из двух регионов России, в которых отсутствуют электростанции; таким образом, весь объём потребляемой в регионе электроэнергии поступает извне. В 2020 году на территории Еврейской автономной области энергопотребление составило 1764 млн кВт·ч, максимум нагрузок — 305 МВт.

## История
Начало электрификации региона связано с образованием в 1930 году Еврейской автономной области (изначально — Биро-Биджанского национального округа), прибытием еврейских переселенцев и началом промышленного развития этого до того момента малообжитого региона. В 1930 году в Биробиджане были смонтированы две небольшие электростанции, обеспечивавшие энергоснабжение Теплоозёрского цементного завода и Хорского гидролизного завода. В период Великой Отечественной войны к ним добавились энергопоезд мощностью 3 МВт и локомобильно—дизельная станция. В 1954 году было начато строительство Биробиджанской ТЭЦ, обсуждавшееся с середины 1930-х годов. Первый турбоагрегат станции мощностью 2,5 МВт был пущен в 1958 году, второй такой же мощности — в 1961 году. Но этих мощностей не хватало, поэтому в Биробиджан был переброшен ещё один энергопоезд и два дизельных электровагона. Энергопоезда работали в Биробиджане до 1972—1973 годов. В 1965 году была введена в эксплуатацию линия электропередачи 220 кВ Хабаровск — Биробиджан, связавшая энергосистемы Еврейской АО и Хабаровского края. С 1982 года Биробиджанская ТЭЦ прекратила выработку электроэнергии и стала работать в режиме котельной.

## Генерация электроэнергии
По состоянию на 2021 год, на территории Еврейской автономной области электрогенерирующие мощности отсутствуют.

## Потребление электроэнергии
Потребление электроэнергии в Еврейской автономной области (с учётом потребления на собственные нужды электростанций и потерь в сетях) в 2020 году составило 1764 млн кВт·ч, максимум нагрузки — 305 МВт. Таким образом, Еврейская автономная область является энергодефицитным регионом. В структуре потребления электроэнергии в регионе лидирует добыча полезных ископаемых — 38 %, доля населения составляет 18 %, сферы услуг — 12 %. Крупнейшие потребители электроэнергии (по итогам 2020 года): ОАО «РЖД» — 536,9 млн кВт·ч, ООО «Кимкано-Сутарский ГОК» — 266,2 млн кВт·ч, ООО «Транснефтьэнерго»— 125,4 млн кВт·ч. Функции гарантирующего поставщика электроэнергии выполняет ПАО «Дальневосточная энергетическая компания».

## Электросетевой комплекс
Энергосистема Еврейской автономной области входит в ЕЭС России, являясь частью Объединённой энергосистемы Востока, находится в операционной зоне филиала АО «СО ЕЭС» «Региональное диспетчерское управление энергосистемы Хабаровского края и Еврейской автономной области» (Хабаровское РДУ). Энергосистема региона связана с энергосистемой Амурской области по двум ВЛ 500 кВ и двум ВЛ 220 кВ и энергосистемой Хабаровского края по двум ВЛ 500 кВ и пяти ВЛ 220 кВ.
Общая протяженность линий электропередачи напряжением 110—500 кВ составляет 2597,5 км, в том числе линий электропередачи напряжением 500 кВ — 1340 км, 220 кВ — 867,9 км, 110 кВ — 389,6 км. Общая мощность трансформаторных подстанций составляет 2316,5 МВА, в том числе подстанций напряжением 500 кВ — 1002 МВА, 220 кВ — 1072 МВА и 110 кВ — 242,5 МВА. Электрические сети напряжением 220 и 500 кВ эксплуатируются филиалом ПАО «ФСК ЕЭС» — «Хабаровское ПМЭС», напряжением 110 кВ и ниже — АО «Дальневосточная распределительная сетевая компания» (в основном), а также территориальными электросетевыми организациями.

## Теплоснабжение
Централизованное теплоснабжение в Еврейской автономной области обеспечивают котельные, работающие на угле. В частности, в Биробиджане эксплуатируется около 30 таких котельных, крупнейшей из которых является Биробиджанская ТЭЦ установленной тепловой мощностью 338 Гкал/ч.